# Ingrid Engström
Ingrid Elisabet Engström, född 18 april 1940 i Nätra församling i Västernorrlands län, är en svensk före detta friidrottare (kulstötning och diskuskastning). Hon tävlade för IF Vingarna